# HipHop Virtual Machine
HipHop Virtual Machine（ヒップホップ・バーチャル・マシン、HHVM）は、実行時コンパイラ (JIT) 方式でPHPおよびHackといったプログラミング言語を実行する、仮想機械型の処理系である。HHVMで実行する場合、PHPやHackのコードは、JITコンパイルの過程でまず中間言語のHipHopバイトコード (HHBC) に変換され、さらに動的にx64の機械語へとコンパイル・最適化を行った上で実行される。これに対し、公式のPHP実装であるZend Engineでは、PHPのコードを中間表現に変換した上で、中間表現をそのまま実行している。
HHVMはMeta（旧Facebook）が開発しており、GitHub上にあるソースコードはPHP LicenseとZend Licenseのもと公開されている。2018年9月12日、Facebookの開発チームはPHPのサポートを段階的に終了することを発表し、同年9月18日にはHHVMのPHP 5のサポートを終了すると同時に、以降はHackに注力し、PHP 7の新しい機能も積極的には実装しないことを発表した。
2023年10月27日、Paul Bissonetteは公式ブログにてGCCサポート終了決定とHHVMおよびHackの公式リリースを以降行わない旨を表明した。

## 概要
HHVMはFacebook社で使われていた、PHPをC++に変換するタイプの処理系であるHipHop for PHP (HPHPc) の後継として開発された。HPHPcの運用を行う過程で、さらなるパフォーマンス向上が見込めなくなってきたこと、PHPの中でサポートできない機能があったこと、開発やデプロイに関わる時間・資源消費の問題など、各種の問題が発生してきた。HPHPcの運用で得られた経験を元に、それら問題点を解決することを目標として、2010年の頭頃にはFacebookとしてPHPのJIT仮想マシンを作ることを決定した。2013年の第1四半期には、facebook.comの実運用がHPHPcからHHVMへ切り替わった。
JITコンパイルの過程として、HHVMではPHPやHackのコードを、HHBCと呼ばれるバイトコード型の中間言語へと変換する。HHBCはHHVMのために設計されたバイトコードであり、後工程でJITコンパイラとインタープリタのどちらも使用できるようになっている。そして、HHBCはバイトコードのレベルで最適化が行われ、x64の機械語にその場で（JIT）コンパイルされ、CPUが直接実行する。このような実行過程は、.NET Frameworkでの共通言語ランタイムや、Javaの仮想マシンといった、他の言語での仮想マシンとも共通する部分がある。
HHVMでは、公式のPHP 5.4が含む機能を、create_function()やeval()といった、文字列をコードとして実行する機能までほぼ完全に実装したこと、時間のかかるバイナリビルドが不要となりデプロイが簡単となること、開発用と本番用で同じ処理系が使えること（HPHPcの時代には、開発過程で逐一ビルドするのを避けるため、別途でインタープリタを用意していた）など、HPHPcと比べて多くの利点がある。
HHVMの公開に合わせて、「PHPの新たな形態」とも言える、Facebook社が開発したHack言語も同時に動かせるようになっている。Hackは動的型付けと静的型付けをあわせ持つ言語であり、関数の引数や返り値、プロパティに型チェックを加えられる（ローカル変数に対しては不可能）。なお、HackではPHPの一部機能に非対応となっている。

## パフォーマンス
ウェブサイトでは、ユーザーはページ表示の速度に敏感であり、サーバの、1秒の半分にも満たない遅れであっても、ユーザーエクスペリエンスに深刻な悪影響を及ぼし、サイトの効果を大きく損ねてしまうことが知られている。
実行環境としてのHHVMを考えると、実行時の型情報を使うことで、事前コンパイル型よりスループット・レイテンシの両面に優れたコードを出力しうるものとなっている。実際、2012年の第4四半期には、HHVMの性能は事前コンパイル型のHPHPcに匹敵するようになり、2013年12月にはさらに15%高速化している。

## PHPのサポート終了
前述のように元々はPHPの実行環境として開発されたHHVMだが、Facebookは2018年9月、PHPのサポートを段階的に終了することを発表した。これは独自のプログラミング言語Hackの登場、並びにHackの構文を取り込み性能も改善されたPHP7の登場によりPHP側の状況が変化したためとみられる。PHPのサポートはHHVM 3.30までとされており、次期メジャーリリースのHHVM 4.0ではサポートは完全に廃止される。利用者にはHackかPHP7または他のPHP実行環境への移行が推奨された。 翌2019年2月12日、予定通りPHPサポートを終了したHHVM 4.0がリリースされた。